# 丁二酰亚胺
丁二酰亚胺（或称为琥珀酰亚胺），结构简式(CH2)2(CO)2NH，常温常压下为白色固体，用作许多有机合成的原料。